# Lieven Verstraete
Lieven Verstraete (Brugge, 19 oktober 1962) is een Vlaamse journalist en nieuwsanker bij de VRT.

## Carrière
Hij behaalde het diploma van licentiaat Geschiedenis aan de RUG in 1984.
Een jaar werkte hij als mediathecaris in een schoolbibliotheek in Oostende, een jaar als projectmedewerker in het KADOC-archief en daarna in de vormingsdienst van een verzekeringsbedrijf.
In 1987 deed hij mee aan het laatste grote journalistenexamen bij de toenmalige BRT. Op 1 januari 1988 begon hij bij de nieuwsdienst van de radio, eerst bij het ochtendnieuws (samen met Johny Vansevenant) en later werd hij Europees verslaggever. In 1999 stapte Verstraete over naar de televisie en werd hij verslaggever in de Wetstraat. Vanaf 2003 presenteerde hij Het Journaal en sinds september 2006 Terzake op Canvas. Bij het hervormen van dat laatste programma in het najaar van 2015 verhuisde Verstraete opnieuw naar Het Journaal, dat hij samen met De vrije markt, later De markt genoemd, presenteerde tot midden 2018. Vanaf september 2018 presenteert hij samen met Lisbeth Imbo De zevende dag en nog sporadisch De markt. In juni 2025 presenteerde Verstraete voor het laatst De zevende dag, dat vanaf september dat jaar vernieuwd zou worden.

## Trivia
- Lieven Verstraete heeft een passie voor Braziliaanse muziek en treedt geregeld op als dj. Hij bracht de cd Satanic Samba met Braziliaanse muziek uit.
- Verstraete heeft basketbal gespeeld bij Racing Brugge tot zijn vijfendertigste.
- Lieven Verstraete deed in 2009 mee aan De Slimste Mens ter Wereld, waar hij na 11 deelnames (6 keer gewonnen) strandde. Hij werd in de finale derde, na VRT-nieuwsanker Freek Braeckman (winnaar) en N-VA-politicus Bart De Wever. Op 3 januari 2011 keerde hij terug in De Allerslimste Mens ter Wereld, een variant met de beste spelers uit de vorige edities. Hij strandde er na één deelname.
- Verstraete baatte samen met zijn vriendin de koffie- en theebar Li O Lait in de Brugse Dweersstraat uit.[5]
- Verstraetes moeder, Christiane Verstraete-Hulst, was gemeenteraadslid in Brugge voor de CVP van 1970 tot 2000; de laatste twaalf jaar was ze er schepen van Leefmilieu en Burgerlijke stand.

- International Standard Name Identifier: 0000 0003 9241 3584
- MusicBrainz: 40eca14e-86ae-4595-a13d-ab1d9bcd43f8
- Nederlandse Thesaurus van Auteursnamen: 100284620
- Virtual International Authority File: 286457392
- WorldCat: E39PBJx4twvXQK9gCWYQcCVBfq